# Kathryn Walker
Kathryn Walker (Filadelfia, 9 de enero de 1943) es una actriz estadounidense de teatro, televisión y cine. 

## Biografía
Walker nació en Filadelfia, Pensilvania. Es una Phi Beta Kappa y se licenció en la Universidad de Wells en Aurora, Nueva York, y obtuvo una beca Fulbright en música y teatro. En 2008, publicó una novela, A Stopover in Venice (Knopf, ISBN 0-307-26706-7).
Mantuvo una relación con el escritor Douglas Kenney durante muchos años hasta su muerte en 1980 a la edad de 33 años, y estuvo casada con el cantante James Taylor desde 1985 hasta 1995.